# Платон
Плато́н (грец. Πλάτων;  427 до н. е. — 347 або 348 до н. е.) — давньогрецький мислитель, засновник філософської школи відомої як Академія Платона. Один з основоположників європейської філософії нарівні з Піфагором, Парменідом і Сократом.

## Біографія

### Ранні роки
Платон походив з аристократичної сім'ї, яка брала активну участь у політичному житті Афін (рід його батька Аристона походив від міфічного царя Кодра; серед пращурів матері, Периктіони (доньки Главкона з роду Кодридів), законодавець Солон, один з «семи мудреців»); після перемоги спартанців у Пелопоннеській війні Платонів дядько, Хармід, став одним із десятьох ставлеників Лісандра в Піреї у 404—403 роках до н. е., Критій — один із «тридцятьох» тиранів у Афінах у розпал Пелопоннеської війни, коли Стародавні Афіни вели суперництво з аристократами Спарти за гегемонію над еллінськими державами. При народженні названий Аристоклом на честь діда. Своє прізвисько дістав уже в зрілому віці, яке перекладається з давньогрецької мови як «широкий». За однією з версій, Платону дали таке ім'я як синонім широких поглядів на світ, які вирізняли великого афінянина.
Дитиною втратив батька, який помер молодим. У 423 році до н. е. мати Платона вийшла заміж за свого дядька Пирілампа. У цьому шлюбі народився зведений брат Платона — Антифон, згаданий в «Парменіді».
Хлопчиком Платон навчався в найкращих афінських учителів: риторику він осягав із Діонісієм, музику — з Драконтом, з гімнастики вправлявся з Аристоклом з Аргоса. Деякий час слухав софіста гераклітівської орієнтації Кратила. Крім того, навчався в малярів і трагіків, бо других уважали за наставників усієї Еллади. В юні роки й сам Платон складав дифірамби богові Діонісу, захоплювався комедіями Аристофана й Софрона, навіть складав на них епіграми. Також Платон був очільником хору, відповідав за створення костюмів, масок і забезпечення житлом групи. У 408 році до н. е. 20-річний Платон в Афінах, де збирався брати участь у змаганнях авторів трагедій, випадково перед театром Діоніса на схилі Акрополя почув Сократа, якій вів бесіду з афінянами. Ця зустріч перевернула його світогляд: витончені мистецтва відійшли на другий план, поступившись місцем філософії (він навіть спалив усі свої ранні поетичні твори), відмовився від політичної кар'єри. Платон став одним з найвідданіших Сократових учнів і до самої його страти залишався серед постійних співбесідників. Хоча сучасники відзначають, що Платон усе життя вирізнявся крайньою сором'язливістю й замкнутістю.

### Платон і Сократ
Після Сократової смерті в 399 до н. е. Платон поїхав в Мегари до Евкліда, в якого тепер збирались афінські Сократові учні (Socratici viri). Пізніше вирушив у довгу подорож. Спочатку 387 до н. е. відвідав Південну Італію, Локри Епізефірські — батьківщину найдавніших записаних законів Залевка (з Локр походить піфагорієць Тімей, ім'ям якого названо відомий діалог Платона, подорож узагалі замислювався насамперед заради знайомства з піфагорійцями). На Сицилії в Сиракузах він знайомиться з Діоном, наближеним тирана Сиракузів Діонісія I. Після повернення з Сицилії 387 до н. е. побував у Північній Африці, в Кирені, звідки походив математик Феодор, який свого часу навчав математики Сократа; одвідав також Єгипет, де вів бесіди з жерцями, навчився магії у фінікіян, в Юдеї познайомився з давніми вченнями, у Вавилоні вивчав астрономію. Мандруючи, Платон не раз наражався на небезпеку. Одного разу його навіть мало не продано в рабство — викупив його і звільнив один із мешканців Егіни.

### Академія Платона
Повернувшись до Афін, Платон придбав на північно-західній околиці міста будинок із садком, де заснував свою відому філософську школу. Ця вся місцевість, де колись стояло святилище богині Афіни, перебувала під покровительством героя Академа. Як свідчить легенда, Академові цю землю заповідав напівміфічний цар Аттики Тесей. Так 385 року до н. е. виникла Платонівська академія, де, як задумав сам Платон, мали б виховувати істинних мудреців, призначення яких — керувати державою. Учні Академії навчались невідомих раніше наук: діалектики, аналітики, методології, філософії, індуктивних і дедуктивних методів пізнання.
З виникненням Платонової школи відбувся переворот у глибинах грецької цивілізації. З одного боку, Платону дорогий світ чуттєвий, споглядальний, з іншого — він тягнеться до ідеального, тієї єдиної реальності, яку душа може пізнати тільки умоглядно. До Платонової Академії, зокрема, належали: Платонів племінник Спевсіпп, який став на чолі Академії після його смерті; Ксенократ — третій схоларх Академії; знаменитий математик і астроном — Евдокс Кнідський, який залишався на чолі школи під час другої Платонової мандрівки в Сицилію. У 366 до н. е. в Академії з'являється Арістотель і залишається до Платонової смерті.
Долучившись до мудрості великих народів, Платон виріс в очах сучасників і як наставник молоді, і як особистість. Він одмовився від Сократової іронії та звички ходити вулицями, починаючи розмови з першим-ліпшим перехожим. Водночас він не перейняв зверхності піфагорійців з їхніми суворими правилами не допускати до себе сторонніх. Доброзичливість Платонова була аж така притягальна, що учнями Академії ставали й жінки, перевдягнені в чоловічий одяг. Студії в Академії двічі переривались через подорожі до Сицилії на прохання Діона Сиракузького в 367—366 і 361 роках до н. е. Прагнучи привнести мудру засаду в політику, перевірити свою теорію на практиці, 60-річний філософ намагався реформувати державну владу за допомогою філософії. Саме так було в Сиракузах: спочатку за врядування Діонісія Старшого, а потім — Діонісія Молодшого. Проте Платонові спроби залишились марні, й він переконався, що тиранія назавжди залишиться глухою до філософії.
Залишок життя Платон присвятив філософським та науковим студіям в Академії та праці над своїми «Діалогами». Помер Платон у 347 році до н. е. у віці вісімдесяти років, у день свого народження. Його поховали в садку Академії. Значення Платона та його вплив на світову філософію підкреслив англійський філософ і математик XX століття Альфред Вайтхед: «Найнадійніша характеристика європейської філософії полягає в тому, що вона являє собою лише низку приміток до Платона.».

## Основні філософські погляди
Спираючись на досягнення піфагорійців і сучасних йому математиків, Платон будує свою філософську систему, створюючи три світи: світ речей, що постійно змінюється, світ ідей (ейдосів) — вічний та незмінний і, в проміжку між ними — математичні об'єкти.
Бувши прибічником натурфілософії й сприйнявши її постійну мінливість, Платон вважав, що, все в природі виникає й знищується — отже, не може бути дійсного знання, бо чуттєвий світ є мінливий. Тому він висуває теорію «ідей» (ейдосів), які є граничним станом речей, що пізнавані лише за допомогою математичних об'єктів, коли прагнуть отримати дійсне знання.
Платон був засновником того, що пізніше дістало назву ідеалізму. Його погляди сформульовано в міфі про печеру з «Держави». На Платонів погляд, справжні цінності буття утворюють особливий позафізичний світ — Гіперуранію. Цей світ складають безтілесні прообрази, зразки, проєкти, ідеї, ейдоси речей, тварин, людей, чеснот та цінностей. Ейдоси ніхто й ніщо не народжує, вони існують вічно, вони незмінні й непорушні. Позірний світ, доступний почуттям, утворюється при втіленні ейдосів у хаотичній, плинній, змінній хорі (матерії). Світ, який ми знаємо — це лише тіні світу ейдосів.

## Твори

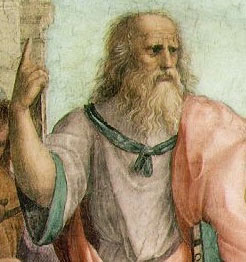
Платон

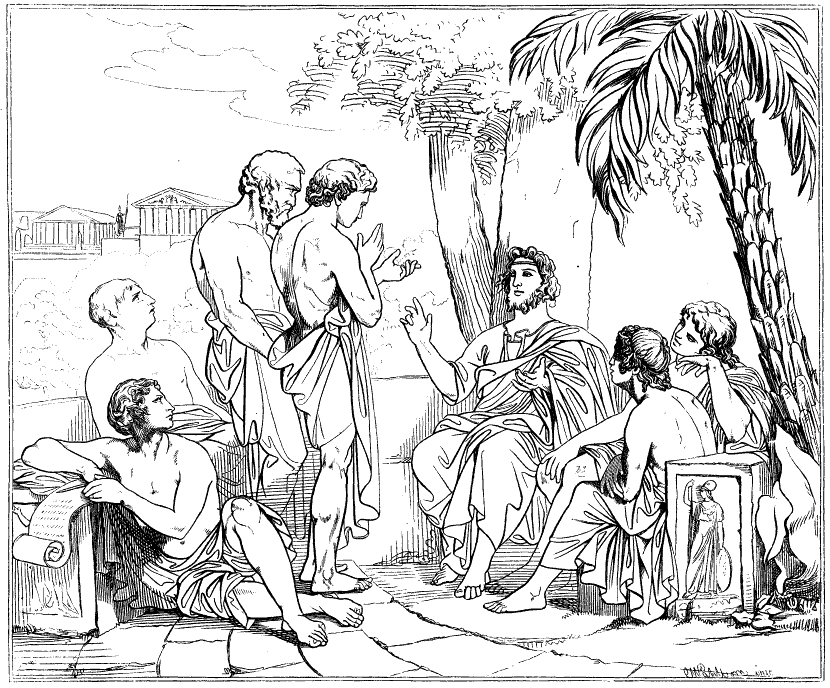
Платон в Академії

До нас дійшло 36 Платонових творів, котрі видав Трасил Олександрійський, придворний астролог імператора Тиберія, та розбив на 9 тетралогій. Поширеною на сьогодні є така їхня класифікація:
- Процес та смерть Сократа
  - «Апологія»: Захисна промова Сократа перед присяжними
  - «Критон»: Невдала спроба вмовити Сократа до втечі
  - «Федон»: Про філософію та смерть, а також безсмертність душі

- Діалоги із софістами
  - «Протаґор»: Чи можна навчити чеснот?
  - «Іон»: Знання та вміння рапсодів (публічних декламаторів віршів)
  - «Гипій Менший»: Знання Гіпія про чесноти
  - «Гипій Більший»: Знання Гіпія про людяність
  - «Євтидем»: Про мудрість Сократа та софістів, а також силу риторики

- Діалоги, пов'язані з конкретними особами, темами та поняттями
  - «Лахет»: Яким чином сини можуть стати чоловіками, що дотримуються чеснот
  - «Хармід»: Доброчесність та пізнання блага (добра)
  - «Євтифрон»: Про суть благочестя та об'єктивної істини
  - «Лисид»: Про дружбу та (Платонівську) любов
  - «Алкивіад I»: Яким чином Алкивіад може стати добрим державним мужем
  - «Горгій»: Про риторику
  - «Кратил»: Про значення мови
  - «Менексен»: Промова Сократа на честь полеглих у бою

- Ідейні діалоги
  - «Бенкет (Платон)» Про любов та Сократа
  - «Менон» Про чесноти та навчання їх
  - «Держава/Політея» Про суть держави (проти Афін)
  - «Федр» Про суть душі та любов
  - «Тімей» Космологічні та природничі спостереження
  - «Критій» Афіни проти Атлантиди
  - «Номоі» Про закони

- Ідейно-критичні діалоги
  - «Парменід» Про буття ідей
  - «Теетет» Про чотири прагнення визначити знання, як категорії, які закінчують апорічно
  - «Софіст» Про суть софістів
  - «Політик» Мистецтво та форми державного врядування
  - «Філеб» Про благо (добро) та як його досягнути

- Листи (13 листів)

Починаючи з кінця 17 ст., корпус Платонових текстів, піддавався ретельному критичному розгляду з погляду їхньої істинності та хронології. З переданих від Трасила Олександрійського творів ось такі розцінює сучасна філософська наука як ті, що не писав Платон: «Клітофонт», «Післязаконня», «Мінос», «Алкивіад II», «Феаг», «Суперники» та «Гіпарх». Сумнівними щодо оригінальності є також діалоги «Алкивіад I», «Гипій Менший» та «Йон». Серед листів Платона 7-ий можна вважати за більш-менш достовірний.
Одним із можливих пояснень існування творів-фальшивок може слугувати те, що в давні часи імена відомих людей використовували, щоб поширювати власні ідеї. Інше пояснення, що подано нижче — зазначені діалоги написали учні Академії за участі Платона.

## Діалог «Горгій»
«Горгій» (грец. Γοργίας) — сократівський діалог про риторику, у якому Платон протиставляє софістиці (ораторському мистецтву) філософію. Діалог показує розмову Сократа з Калліклом, Полосом та Горгієм, іменем якого Платон назвав діалог. Софісти намагаються відстояти репутацію свого мистецтва (тобто риторики) і захищаються від іронічних висловлювань Сократа. Устами останнього Платон критикує софістів як тих, хто править людськими душами, спираючись не на правду, а на віру. Ритори, які дискутують з Сократом, не можуть протистояти його логіці, тому поступаються йому. Врешті, Сократ перемагає риторів у їхньому ж мистецтві.
Діалог складається з трьох частин: I — Сократ запитує Горгія про суть і призначення риторики;
II — Полос (учень Горгія) доєднується до дискусії;
III — Сократ сперечається з Калліклом, прихильником закону сили.
Упродовж діалогу Сократ сперечається з Горгієм про суть риторики. Щоб її визначити, вони дають один одному питання й відповіді. І хоча Сократ вимагає, щоб Горгій відповідав коротко, сам дає розлогі коментарі. Він стверджує, що хоча риторика може слугувати задля справедливості, та все ж на практиці риторика є улесливістю. Горгій визнає, що майстерність оратора полягає в тому, щоб перевершити навіть знавця своєї справи, виступивши перед народом з переконливим словом. Сократ змушує Горгія погодитись, що є дві форми переконання слухача: перша, яка викликає віру без знання, і друга, яка дає знання. Вміння говорити стосується тої форми переконання, яка викликає віру, але не знання, що визнав і сам Горгій. Звідси Сократ робить висновок, що красномовність — це майстер переконання, яке змушує повірити в справедливе чи несправедливе, але не навчає, що саме є справедливим, а що — ні. Тому вмілий ритор ошукує своїх слухачів.
Горгій вважав, що вчитель красномовства не несе відповідальності за зло, яке може спричинити учень, користуючись цим мистецтвом. Позиція Сократа полягає в тому, що людям потрібна філософія, щоби навчити їх, що є добрим, тому ораторське мистецтво не може бути благочестивим без філософії.
Дискутуючи з Полосом, Сократ висуває тезу, що оратори мають найменшу владу серед усіх жителів полісу. Хоча політична практика показує протилежне: виступи красномовців у афінському полісі мали чималу силу та владу. На що Сократ стверджує, що мати політичну владу — добре лише для того, в кого вона є. Оратори й тирани, на думку Сократа, мають мало влади тому, що в них відсутні знання про добро для інших, вони хочуть впливати на поліс лише задля своєї втіхи чи вигоди. За Сократом залишається принцип «краще терпіти несправедливість, аніж чинити її». Ораторське мистецтво в розумінні Сократа — це те, яке викриває несправедливість, а не захищає її, як схильні думати софісти.
Участь Каллікла в дебатах — важливий момент діалогу. Спершу, коли виступав Горгій, Сократ із повагою слухав його виступ на захист ораторського мистецтва. Проте коли в розмову вступає Каллікл, він відкидає ті цінності, про які говорив Горгій. Каллікл символізує радикальний переворот у діалозі, бо відкидає не лише твердження Сократа, але і своїх попередників — Горгія і Полоса. Він є представником молодшого покоління софістів, тому те, що для нього є справді важливим — це відстоювання сили та влади перед справедливістю.

## Літературна діяльність Платона

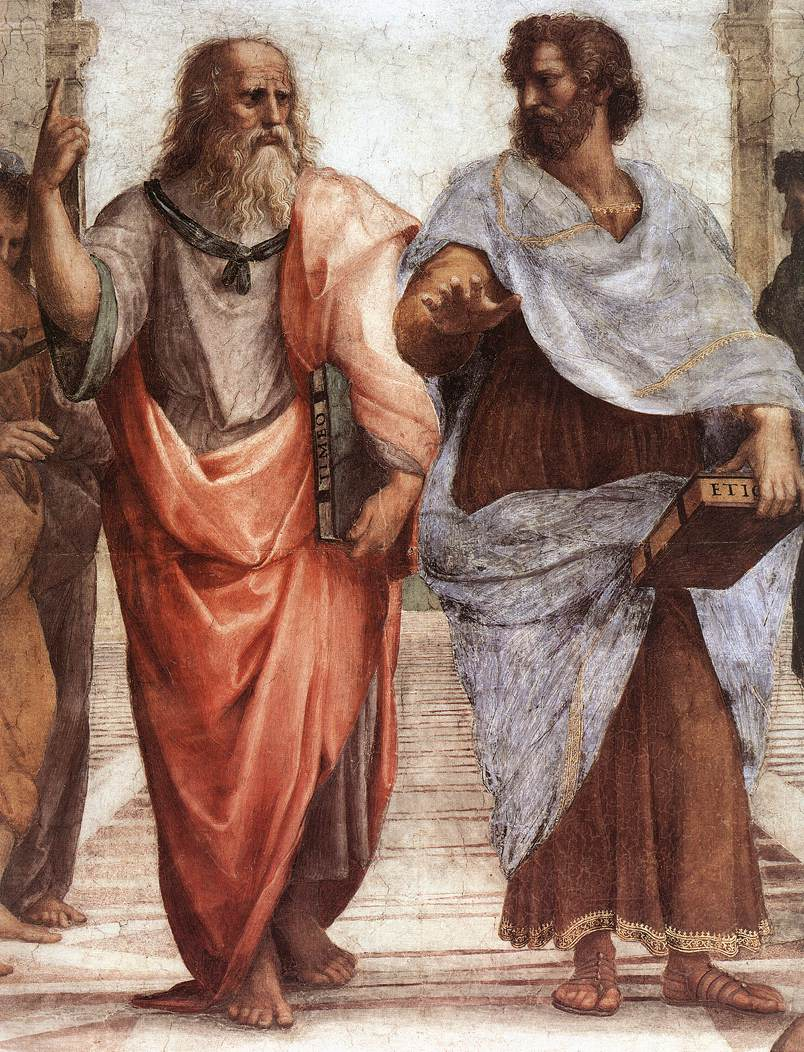
Платон та Аристотель. Частина фрески «Афінська школа», Рафаеля

Свої міркування про державу Платон у невідомій нам формі оприлюднив ще до 392 (коли були поставлені «Жінки в народних зборах» Арістофана, що містять пародію на проєкт платонівської держави). Писати він почав у поширеному на початку 390-х рр. жанрі судової промови. У центрі «Апології Сократа» (392) — першому закінченому тексті Платона що дійшов до нас — проблема несумісності індивідуальної чесноти й чинного державного устрою. Він пише також промови, що ввійшли потім у діалоги «Менексен», «Федр», «Бенкет». Поступове оформлення «школи Платона» у 2-й половині 380-х років дозволило йому знайти адекватну літературну форму — діалоги. Свої діалоги, як зазначає Ніцше, Платон писав не з метою навчання чи виховання, а тільки для того, що людина, яка вивчала їх, змогла їх пригадати (можливе пояснення можна знайти в діалозі Федр). У своїх діалогах він, в більшості випадків, змушував Сократа дискутувати із різними опонентами на певні теми.
Перший такий діалог, що продовжив тему справедливості й держави,— «Протаґор»; тема політики об'єднана тут із темою виховання. Після цього Платон, завершивши «Бенкет», пише «Федона», починає роботу над «Державою», (вже як над переказаним діалогом), створює «Євтидема», «Харміда» і «Лисида». Всі ці діалоги розраховані на широке коло слухачів.
Проте, паралельно з цим (починаючи приблизно з «Федона») в Платонівській Академії обговорюються окремі теми, що мають інтерес переважно для членів гуртка (у «Федоні» — чотирьох доказів безсмертя душі). У річищі цієї тенденції з'являються діалоги «Менон» (де підкреслюється значення математики), «Кратил» (з його навчанням про природу імені) і «Теетет», де вперше декларується перехід до прямої драматичної форми діалогу.
З початку 380-х років у Академії розвивається (за участю або під впливом самого Платона) літературна творчість інших членів платонівського гуртка, що також пишуть або діалоги, в основі яких лежить переказ («Суперники», «Еріксій»), або пряма драматична форма («Клитофонт», «Лахет», «Алкивіад I», «Феаг», «Гипій Менший», «Іон», «Євтифрон»). Такі тексти, створені Платоном і його школою до початку 360-х років.

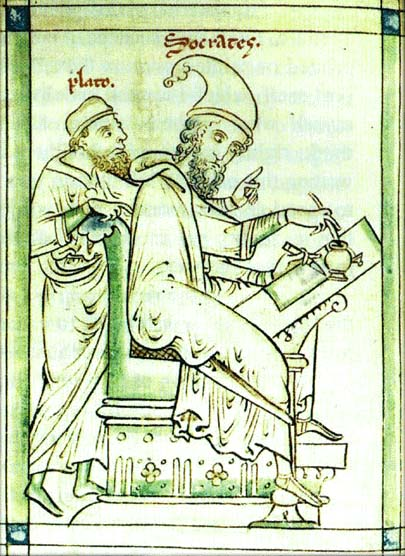
Платон та Сократ. Середньовічна фреска

Між другою і третьою сицилійськими подорожами Платон завершує «Державу», починає «Закони» і пише діалог «Парменід». Після третьої сицилійської подорожі в Платона виникає задум монументальних трилогій, однак здійснити вдається їх тільки частково: «Тімей», «Критій» (не завершений), «Гермократ» (не написаний), «Софіст», «Філософ» (не написаний). Сократ перестає бути головним учасником бесіди («Тімей» — монолог піфагорійця Тімея про створення світу і людини, «Критій» — монолог Критія про Атлантиду), а в «Законах» Сократа взагалі немає. Єдиний традиційний сократичний діалог цього періоду — «Філеб» (під іменами Філеба і Протарха Платон ввів Євдокса й Арістотеля). З загибеллю Діона (у 354) пов'язане написання VII Листа — першої у європейській літературній традиції автобіографії.
Одночасно невідомі нам учні Академії пишуть «Гипія Більшого», «Гіпарха», «Сизифа», «Міноса», «Демодока» і ряд листів, а також «Про чесноту» і «Про справедливість».
Платон розвинув основні тенденції попередньої філософії: протиставлення божественної та людської мудрості, навчання про безсмертя душі та про належне виховання філософа (оскільки душа не бере з собою на той світ нічого, крім «виховання і способу життя»), Парменідівське протиставлення світу справжнього буття й закону світу становлення і думки; переконання в необхідності «виховувати людей» (що беруть початок від софістів та Сократа), а також увага до походження держави та права.

## Вчення про риторику
Про мистецтво риторики Платон розмірковує у своїх діалогах «Горгій», «Федр» та інших, у яких представляє різні погляди на риторику.
У діалозі «Федр» Платон розглядає риторику не просто як мистецтво красномовства, а як мистецтво, яке прагне йти до істини. Риторика повинна мати глибинну суть та прагнути до вищого блага, твердив Платон. Він велику увагу приділяв риториці як помічниці філософії. Оскільки, риторика відповідає за мистецтво переконання, потрібно мати правильне розуміння душі, доброго та поганого, для того щоб могти переконувати авдиторію належним чином. Платон велике значення приділяв психології слухачів та сприйняття промови авдиторією. Платон казав, що «красномовство — мистецтво керувати умами».
Риторика, як і будь-яке мистецтво, викликає емоції у авдиторії. До красномовства, за Платоном, потрібно ставитися дуже обачно, бо воно має велику силу, а тому повинне бути справедливим. Він засуджував «марнослів'я» ораторів, які виступали перед народом та не прагнули до істини. Платон вважав, що риторика — це вправність, спритність, які можна в собі розвинути. І від оратора залежить, з якими цілями він використовує набуті навички — добрими чи злими. Багато уваги Платон приділяв саме технічній стороні красномовства, з урахуванням психології слухачів.
Давньогрецький філософ, який був учнем Сократа, продовжив та розвинув сократівську модель діалогу, як засобу аргументації. У своєму діалозі «Горгій» він протиставив своє розуміння риторики ідеями софістів. Філософ відкинув цінність релятивізму, яку підтримували софісти. Він твердив, що риторика сама по собі є беззмістовною, і вона повинна бути справедливою. Оратори, які нехтують справедливістю, вважаються тиранами.
За Платоном, для хорошої промови великий оратор повинен багато працювати над саморозвитком та постійно вдосконалюватися. Оратор повинен сам осягати істину того, що хоче донести до слухачів, а не гнатися за чужою думкою. Ораторське мистецтво — це частково вміння зводити все до загальної ідеї. Оратор повинен повністю поринути в ідею і прагнути до пізнання душі, та який вплив на неї мають різні ідеї.
Платон висуває на перший план емоційну переконливість промови. Красномовство повинне вселяти віру, завдяки емоційним переконанням оратора. Логічні докази таким чином відходять на другий план і емоційний вплив стає пріоритетним.

## Вчення про душу і державу
Платон порівнює людську душу з колісницею, у якій запряжені білий і чорний коні (шляхетний і низинний початок у людині), керовані візничим (розумом). Коли візничому вдасться вгамувати низинний початок, душа може піднятися і разом із богами споглядати справжнє буття. Платон нараховує крім душ богів дев'ять розрядів людських душ: мудреця, царя, практичного діяча, лікаря тіл, віщуна, поета й художника, ремісника, софіста, тирана, а також душі тварин («Федр»).
Трьом початкам душі — прагненню, запалу й розважливості відповідають чесноти: розсудливість, мужність і мудрість. Їхнє узгодження дає справедливість як в окремій людської душі, так і в державі, що улаштована за аналогічним уявленням: у ній працюють ремісники, їх захищають мужні воїни, а керують усім мудрі правителі-філософи («Держава»). Тому душа й держава належно працюватимуть при правильно побудованому педагогічному процесі: громадяни одержують завдяки мистецтву грамоти, співу і гри на кифарі — елементарне музичне, а завдяки вчителю гімнастики та лікарю гарне фізичне виховання, а найкращі за своїми природними здібностями повинні вивчати військове й полководницьке мистецтво, а також арифметику, геометрію, астрономію та музику. Вінчає цей набір мистецтв діалектика, що підводить філософів-правителів до розуміння першооснов, або справжнього блага, (воно є благом кожної окремої істоти, держави та світу в цілому), і дозволяє їм упоратися з мистецтвом законодавця й судді. На відміну від них позірні мистецтва, або негідні вміння (розглянуті в «Горгії») шкодять тілу (кулінарне й косметичне мистецтва) і душі (софістика й риторика).
У залежності від основного принципу, закладеного в державі, вона може бути правильною (монархія й аристократія) або неправильною (тимократія, олігархія, демократія, тиранія). Ідеалом держави служить життя старих поколінь за Кроноса, коли родом людей управляло божество за допомогою демонів, що пасли окремі групи людей, і не було ні війн, ні конфліктів, але всі мали можливість філософувати («Політик»). Але Платону, що жив «у царстві Зевса», припадає в «Законах», по-перше, розглянути типи державного устрою, що існували історично, (Спарти, Криту, Іліону, дорійців, Лакедемона, Персії, Атики) і, по-друге, продумати докладне законодавство. При цьому три основні початки душі розглядаються тепер як нитки, за які божество смикає людей-маріонеток заради незрозумілої останнім мети. Платон скрупульозно регламентує виховання, починаючи з дитячого віку, підкреслює наявність не тільки добрих, але і лихих спонукувань в індивідуальній людської душі, постулюючи існування лихої душі для світу в цілому. У результаті він дає детально продуману систему покарань і цілком заперечує індивідуальну ініціативу, не санкціоновану законом.

## Вчення Платона про право та закони
На думку Платона, право має дві іпостасі — метафізичну й емпіричну. Метафізична іпостась — це ідеальне «метаправо» (природне право) як можливість існування досконалого законодавства та оптимального правопорядку, емпірична — це живе право, яке існує в соціальній реальності, або позитивне право. Між ними встановлюється причинний зв'язок, який не повинен перериватися, аби не завдати шкоди державам і народам. Ідеального права в реальному житті немає. Своєю чергою позитивне право являє собою лише бліду тінь ідеального права. Але це не означає, що ідеального права немає взагалі. Воно існує як сукупність вихідних імперативів, які відповідають вищому призначенню людського існування і тих інституцій, у форми яких одягнене їхнє буття.
Закони, за Платоном, — це визначення розуму, установлені заради загального блага всієї держави. «Там, де закони встановлено в інтересах кількох людей, йдеться не про державний устрій, а лише про внутрішні сварки, і те, що вважається там справедливістю, не має цього ймення. Я бачу близьку загибель тієї держави, де закон не має сили та перебуває під будь-чиєю владою. Так само, де закон — володар над правителями, а вони — його раби, я вбачаю порятунок держави та всі блага, що їх можуть дарувати державам боги». Мова при цьому йде про справедливі закони — «визначення Розуму», які встановлюються заради загальної користі всієї держави в цілому, а не якоїсь відокремленої групи, що захопила владу.
У «Законах» викладена й теорія закону, принципи законодавства. Законодавець, вважає автор діалогу, повинен охопити в законах усі правовідносини, в які вступає людина від народження і до смерті. У законах необхідно закріпити шанування богів, героїв і батьків. Законодавець повинен правильно оцінювати честь і безчестя, вищі цінності, блага людини (душа, здоров'я, краса) і нижчі (майно, статок). Закони не повинні встановлювати «могутні та незмінні влади» у державі. «Законодавець повинен мати на увазі трояку мету: щоб влаштовувана держава була вільною, внутрішньо дружелюбною і володіла розумом».
Платон вважав: правильні закони роблять щасливими тих, хто ними користається, надаючи їм усі блага. Тексти законів, на думку Платона, повинні відрізнятися ясністю, чіткістю, стислістю, мати вступ. Законодавцю не можна висловлювати дві різних думки щодо одного й того ж. Закони потрібні непорушні, усякого роду нововведенням він оголошує війну.

### Погляди Платона на право та закон у діалозі «Політик»
У діалозі «Політик» Платон виділив форми держави, засновані на законі. За його словами, монархія, аристократія і демократія спираються на закон, тоді як тиранія, олігархія та збочена демократія управляються всупереч наявним у них законам та звичаям. Однак усі перераховані форми правління, як підкреслювалося в діалозі, є відступами від ідеальної, «справжньої» держави, де політик одноосібно здійснює владу, «керуючись знаннями».

### Погляди Платона на право та закон у діалозі «Закони»
«Закони» — останній діалог Платона. У «Законах» Платон зображує «другий по достоїнству» державний лад, наближаючи його до грецьких полісів. Вважається, що філософ переглянув свої вчення щодо держави, викладених раніше в діалозі «Держава».
Платон докладно описує в діалозі організацію державної влади та закони найкращого ладу. На відміну від першого проєкту тут проводяться ідеї змішаної форми держави та поєднання моральних методів здійснення влади з правовими.
Усі виборні державні органи та правителі зобов'язані діяти в точній відповідності з законом. Що ж стосується мудреців із нічних «зборів», то вони причетні до божественної істини й у цьому сенсі стоять над законом.
Погодившись із тим, що суспільне життя необхідно врегулювати нормами писаного права, Платон не міг зі своїми ідейними міркуваннями допустити верховенство закону над релігійною мораллю. «Адже якби з волі божественної долі з'явилася коли-небудь людина, досить здібна за своєю природою до засвоєння цих поглядів, — писав Платон, — то вона зовсім не потребувала б законів, які б нею керували. Ні закон, ні якийсь розпорядок не стоять вище знання.»
У діалозі «Закони» Платон писав: «Я бачу близьку загибель тієї держави, де закон не має сили та перебуває під чиєюсь владою. Там само, де закон — владика над правителями, а вони — його раби, я вбачаю порятунок держави та всі блага, які тільки можуть дарувати державам боги.»

## Ієрархія буття

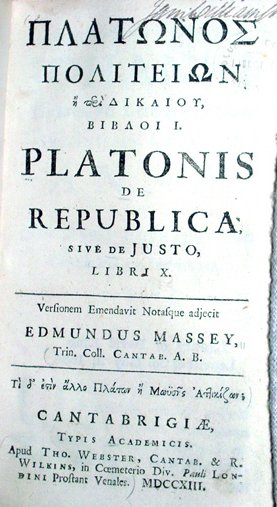
«Республіка» Платона, видання 1713 року

Парменідівське протиставлення щирого буття і світу становлення розроблене Платоном у виді ряду ієрархічних структур. У «Бенкеті» розглянута ієрархія краси, що веде нас від плотської краси до краси душі, вдач і звичаїв, наук і гарного самого по собі, вище котрого тільки благо і до якого причетні всі інші види прекрасного. У «Федоні» тутешній землі (подобі) протипоставлена щира (зразок-парадигма). У «Державі» буття, розум-зразок, ідея як прекрасне підпорядкування благу, якому у почуттєвому світі відповідає Сонце. У «Тимеї» благий Деміурґ, тотожний зі сферою розуму-парадигми, що подає область нетварного вічного буття, творить (родить) світову душу та доручає богам створення окремих душ, здійснюючи тим самим перехід до сфери становлення і часу.

## Критерій і метод пізнання
Критерій, що дозволяє правильно орієнтуватися у світі почуттєвих даностей, Платон задовго до Канта формулює так «…не у враженнях полягає знання, а в умовиводах про них, тому що, певне, саме тут можна схопити сутність і істину, там же — ні» («Теетет»). Ні відчуття, ні правильні думки, ні пояснення їх не дають ще знання як такого, хоча і потрібні для підступу до нього. Над ними стоїть розумова (дискусійна) спроможність, а її перевершує розум, що споглядає справжнє буття. Цієї ієрархії пізнавальних спроможностей відповідають: ім'я, словесне визначення, уявний образ речі (тобто утворюване в нас уявлення про неї), або її ідея, незалежне від нас буття.
У «Парменіді» Платон обговорює проблеми, що виникли в ході шкільних дискусій щодо онтологічного статусу ідей і їхньої пізнавальної функції. Неясно, наприклад, у яких речей-подоб є ідеї-зразки, а у яких нема (наприклад, коли мова йде про бруд, сміття і т. п.). Далі, речі не можуть прилучитися ні до ідеї в цілому, тому що тоді вони роздрібнять її, ні до її частини. Багато речей можуть бути причетні відразу до кількох протилежних ідей. Нарешті, ідеї співвідносяться з ідеями і як подібні одна інший, а не речам; точно так само і річ може бути подібна до іншої речі, але ніяк не до ідеї. Тому володіючи досвідом речей, ми нічого не зможемо сказати про ідеї, а від ідей ніяк не перейдемо до речей.
У «Парменіді» Платон говорить про необхідність зберегти ідеї та діалектику як основний метод вправи у філософії. У «Кратилі» діалектиком називається той, хто вміє поставити питання й давати відповіді, у «Державі» — хто «осягає поняття кожної сутності»; але в чому складається цей метод, і як осягаються ці «сутності», залишається неясним. У «Софісті» і «Політиці» Платон розробляє метод поділи роду до неподільних далі видів, у «Филебі» — метод змішання, при якому усе, що припускає «більше» або «менше», розглядається як те або інше сполучення безмежного і межі. Відсутність суворої системи раціонального знання усе більш гостро відчувалося й в Академії й самим Платоном, і він не міг перемогти в суперечці з Арістотелем, що піддав усі ці методи нищівній критиці, що проаналізували всю сферу мовних виразних засобів і створившим відповідних наук (топіку, аналітику, риторику, навчання про мовне вираження і категорії). При цьому перемога Арістотеля була усього лише одним із явищ шкільного життя Академії при житті її першого схоларха.

## Історичне значення
Платон чітко продумав і письмово зафіксував два свої грандіозних проєкти: ідеальний державний устрій і законодавство, якому «навряд чи коли-небудь випаде зручний випадок для здійснення» («Закони»). Створена ним філософська школа, яку він протиставив софістичним і риторичним школам, — єдина, що проіснувала до кінця античності (закрита едиктом Юстиніана в 529). Платоніки продовжували безупинно вчити аж до 10 сторіччя в Карах (у Месопотамії, недалеко від Едеси). Тим самим платонізм зберіг реальні досягнення античної філософії не тільки для західного середньовіччя і Візантії, але і для арабо-мусульманської традиції, забезпечивши єдність усієї європейської думки.

### Праці Платона

#### Переклади українською
- Плятон. Оборона Сократа / переклад Володимира Кміцикевича. — Ляйпциг : Українська Накладня, 1920. — 110 с. — (Загальна Біблїотека)
- Платон. Діалоги / пер. з давн.-гр. Йосип Кобів, Уляна Головач, Дзвенислава Коваль, Тарас Лучук, Юрій Мушак; передм. Володимира Кондзьолки. — 2-ге вид. — К. : Основи, 1999. — 395 с. — ISBN 966-500-007-1.
- Платон. Держава / пер. з дав.-гр. Д. Коваль. — К. : Основи, 2000. — 355 с. — ISBN 966-500-022-5.
- Платон. Діалоги / передм. В. В. Шкода, Г. М. Куц ; Ін-т л-ри ім. Т. Г. Шевченка НАН України. — Х. : Фоліо, 2008. — 349 с.
- Платон. Бенкет / пер. з давн.-гр. Уляна Головач. — Л. : Видавництво Українського Католицького Університету, 2018. — 220 с. — ISBN 978-617-7608-01-0.

#### Іншими мовами
- Cooper, John M.; Hutchinson, D.S. Plato: Complete Works. — Hackett Publishing, 1997.(англ.)
- Платон. Собрание сочинений. В 4 т / Под общ. ред. А. Ф. Лосева, В. Ф. Асмуса, А. А. Тахо-Годи. — М. : Мысль, 1990—1994. — (Серия «Философское наследие») (рос.)
- Платон. Государство. Законы. Политик / Предисл. Е. И. Темнова. — М. : Мысль, 1998. — 798 с.(рос.)
- Платон. Законы / Общ. ред. А. Ф. Лосева и др.; пер. з древнегреч. А. Н. Егунова и др. — М. : Мысль, 1999. — 830 с.(рос.)